# Volvo TL22
Volvo TL22 är en serie lastterrängbilar, tillverkade av lastbilstillverkaren Volvo Lastvagnar mellan åren 1954–1959. Volvo TL22 användes huvudsakligen av Försvarsmakten från 1954 fram till början av 1980-talet. Fordonet tillverkades i totalt 857 exemplar, vilka var fördelade på fyra olika versioner.

## Historik
Volvo TL22 var en allhjulsdriven terränggående lastbil (6x6) med flak. Fordonet har differentialspärrar på alla tre axlarna för god framkomlighet i terräng. Den hade likheter med DODGE 1.5 ton lastbil. För sin tid ansågs framkomligheten i terräng som enastående. Volvo TL22 hade en osynkroniserad växellåda med 4 växlar fram och en backväxel, samt en osynkroniserad tillsatslåda för hög och låg växel. Den hade vinsch och kunde därigenom dra sig upp om den kört fast.
Volvo TL22 användes även som utbildningsplatform för stridsvagnsförare till Stridsvagn 102, när dessa skulle lära sig att hantera en osynkroniserad växellåda, vilka båda hade gemensamt.
Radioterrängbil 938 användes som eldledningsfordon av det svenska kustartilleriet. Fordonet försågs med en längre hytt för att inrymma kommunikationsutrustningen.

## Militära versioner
| Fordon      | Militär beteckning  | Totalvikt |
| ----------- | ------------------- | --------- |
| TL22/L22041 | Lastterrängbil 912  | 5.700 kg  |
| TL22/L22041 | Räddningsbil 913    | 5.700 kg  |
| TL22/L22041 | Stabsterrängbil 935 | 6.420 kg  |
| TL22/L22041 | Radioterrängbil 938 | 6.000 kg  |

## Galleri

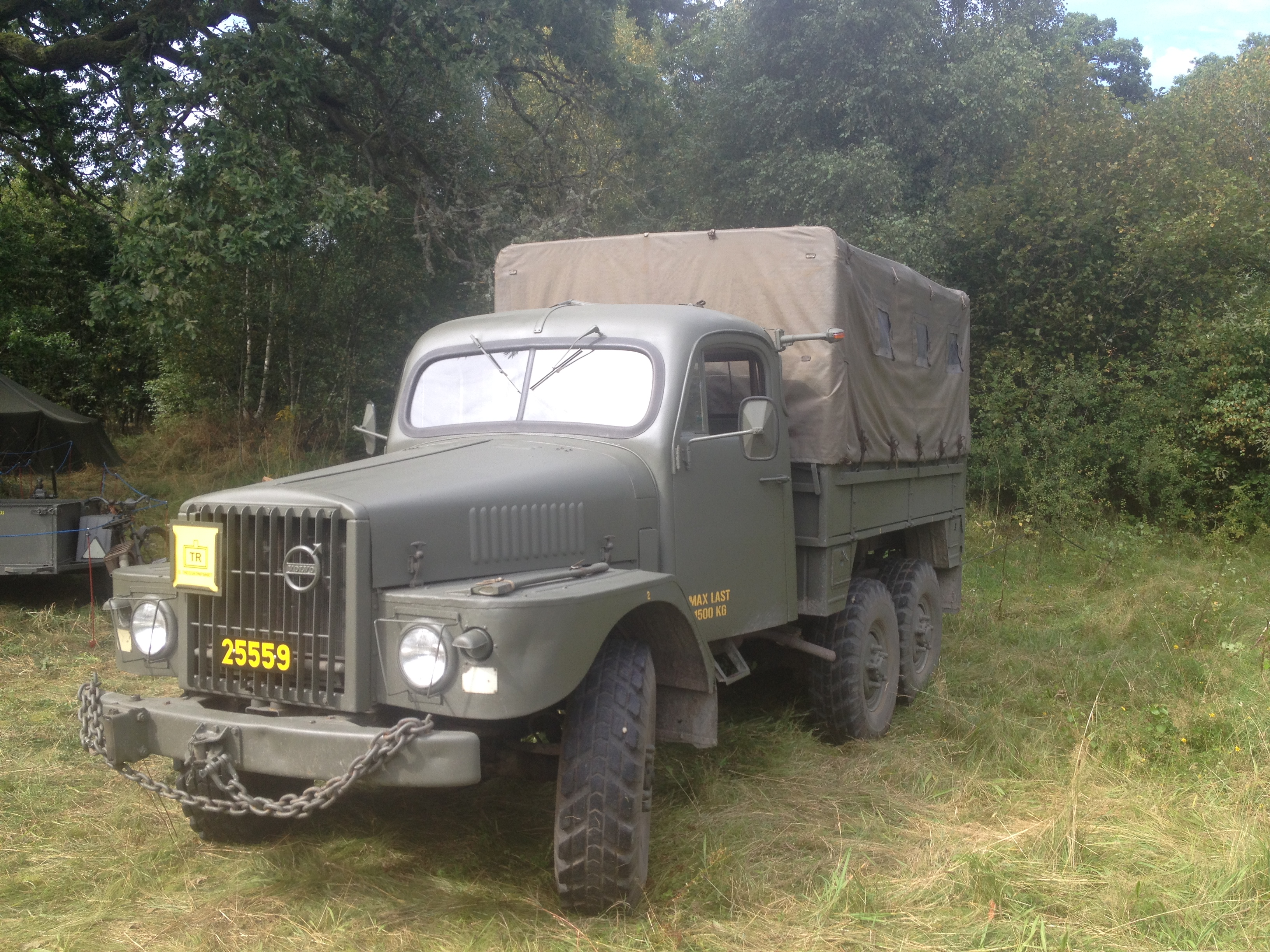
Lastterrängbil 912
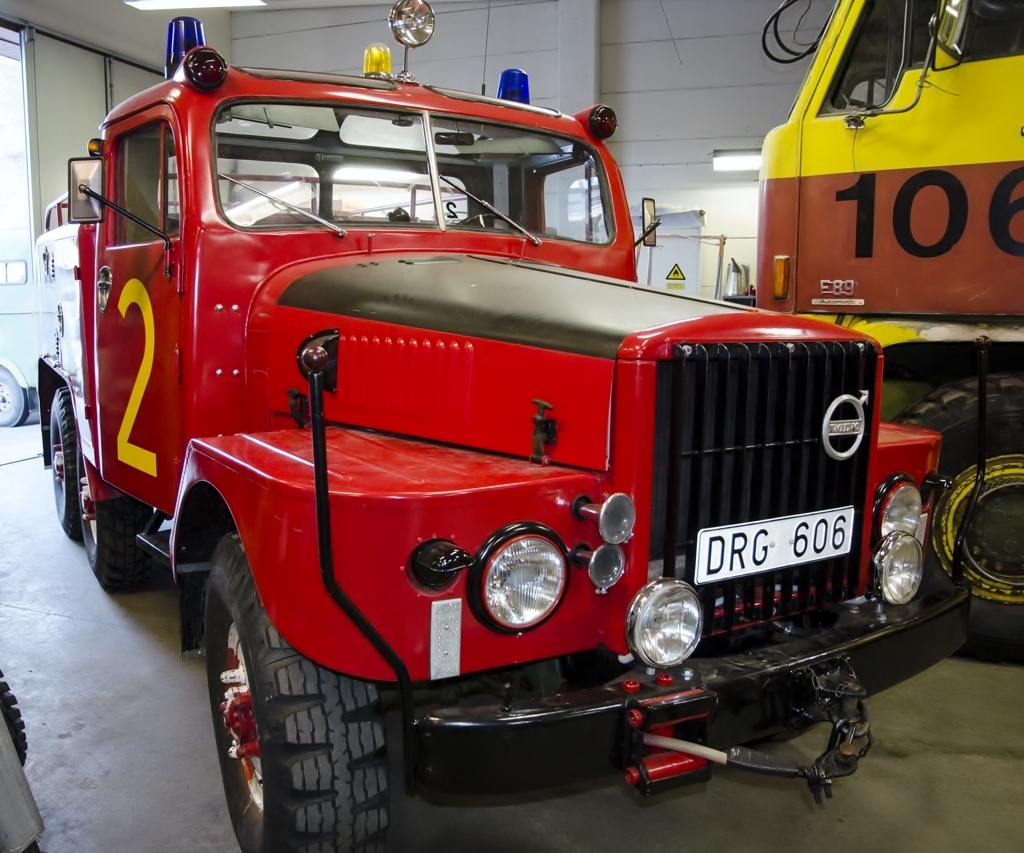
Räddningsbil 913
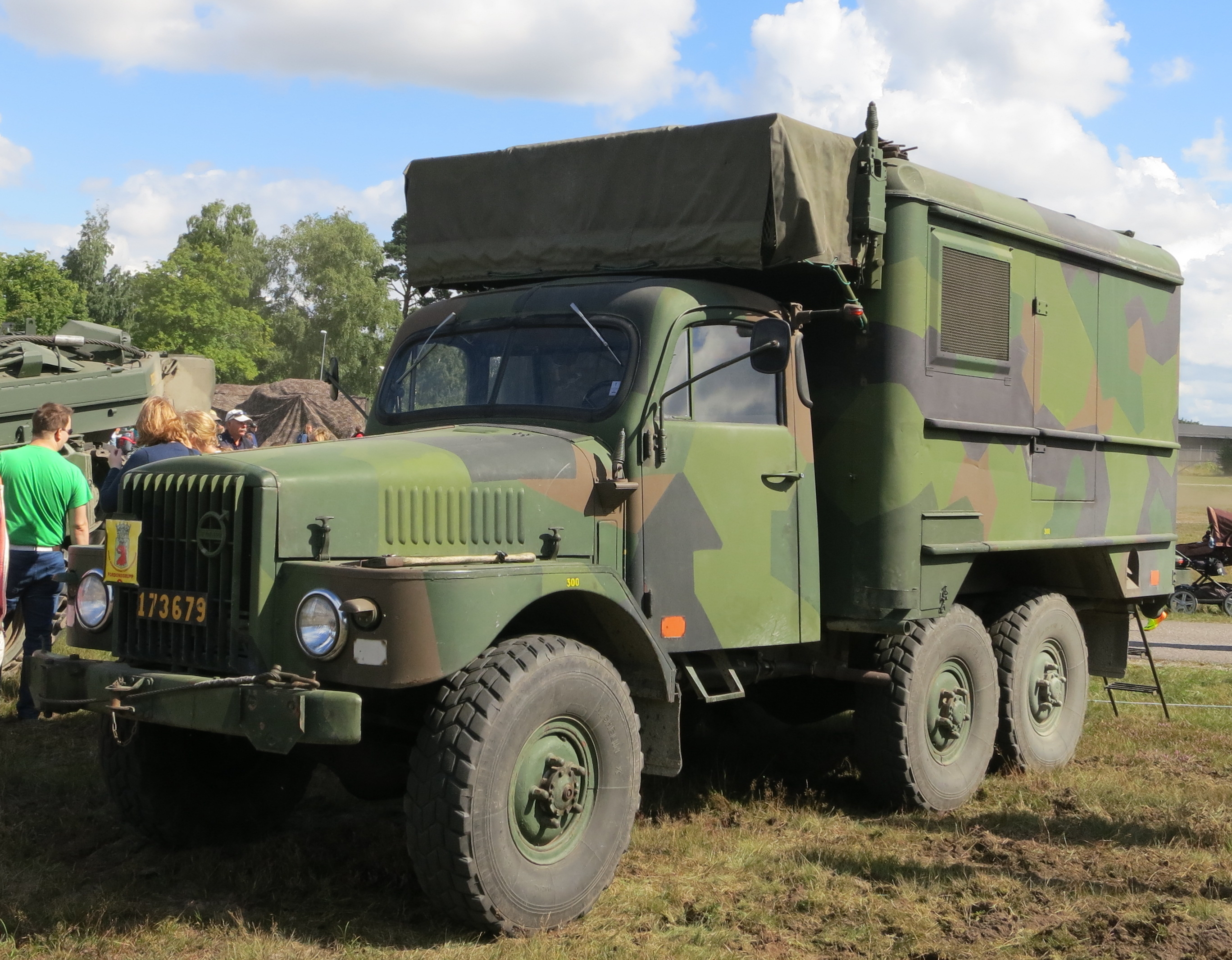
Stabsterrängbil 935
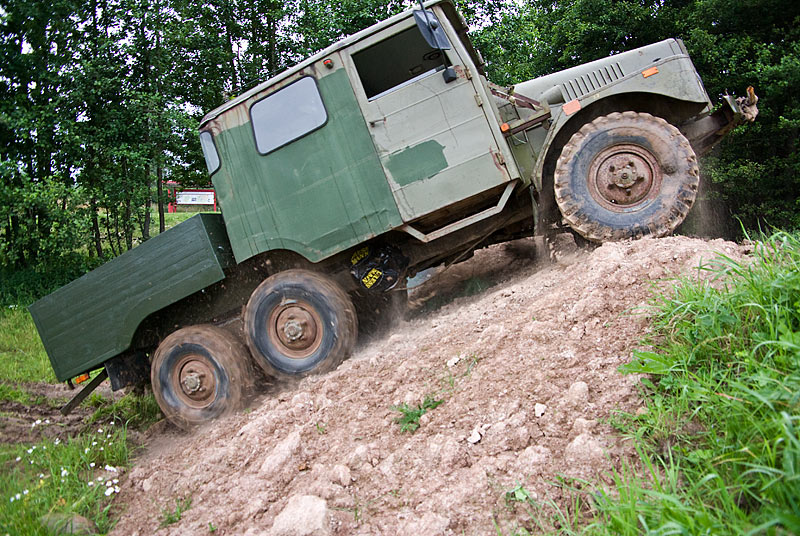
Radioterrängbil 938